# گمینا اوژاروویتسه
گمینا اوژاروویتسه (به لهستانی:  Gmina Ożarowice) یک گمینا در لهستان است که در شهرستان تارنووسکیه گور واقع شده‌است. گمینا اوژاروویتسه ۴۳٫۷۲ کیلومتر مربع مساحت و ۶٬۷۷۴ نفر جمعیت دارد.